# Ben Cooke
Benjamin Cooke (* 17. März 1974 in Leeds) ist ein englischer Stuntman und Schauspieler.

## Leben
Benjamin „Ben“ Cooke begann seine Filmarbeit als Stuntman Anfang der 1990er Jahre. Anfangs wurde er für zahlreiche Fernsehserien und Fernsehfilme engagiert, besonders für die Fernsehserie Hercules arbeitete er zwischen 1995 und 1998 als Stuntman. 1999 war er für eine Folge der Serie erstmals als Schauspieler tätig.
Sein erster Kinofilm war im Jahr 2001 die neuseeländische Produktion Snakeskin. Noch im selben Jahr wirkte er als Stuntman in Peter Jacksons Literaturverfilmung Der Herr der Ringe: Die Gefährten mit. Auch in der ein Jahr später veröffentlichten Fortsetzung war er zu sehen. Jedoch wurde er, wie auch bei seiner Arbeit an den Harry-Potter-Filmen, im Abspann nicht genannt.
Cooke wirkte bei Star Wars: Episode III – Die Rache der Sith als Stuntman und Schauspieler mit. 2006 wurde er für James Bond 007: Casino Royale als Stuntdouble für den Hauptdarsteller Daniel Craig engagiert, auch hier spielte er kurz als Schauspieler. Für den zweiten James-Bond-Film mit Craig in der Hauptrolle, der 2008 unter dem Titel Ein Quantum Trost anlief, spielte Cooke wieder das Stuntdouble des Protagonisten.

## Filmografie

### Stuntman
- 1992: Marlin Bay (Fernsehserie)
- 1993: Fearless – Jenseits der Angst (Fearless)
- 1994: Hercules und das Amazonenheer (Hercules and the Amazon Women, Fernsehfilm)
- 1994: Hercules und das vergessene Königreich (Hercules and the Lost Kingdom, Fernsehfilm)
- 1994: Hercules und der flammende Ring (Hercules and the Circle of Fire, Fernsehfilm)
- 1994: Hercules im Reich der toten Götter (Hercules in the Underworld, Fernsehfilm)
- 1994: Hercules im Labyrinth des Minotaurus (Hercules in the Maze of the Minotaur, Fernsehfilm)
- 1994: One West Waikiki (Fernsehserie)
- 1995: Geheimnisvolle Insel (Mysterious Island, Fernsehserie)
- 1995–1998: Hercules (Fernsehserie)
- 1996–1998: Xena – Die Kriegerprinzessin (Xena: Warrior Princess, Fernsehserie)
- 1998: Young Hercules (Fernsehserie)
- 1999: Forbidden Island (Fernsehserie)
- 2000–2001: Jacksons's Wharf (Fernsehserie)
- 2000–2001: Jack of all Trades (Fernsehserie)
- 2000–2001: Cleopatra 2525 (Fernsehserie)
- 2001: Snakeskin
- 2001: Being Eve (Fernsehserie)
- 2001: Der Herr der Ringe: Die Gefährten (The Lord of the Rings: The Fellowship of the Ring)
- 2001–2002: Shortland Street (Fernsehserie)
- 2002: Die vier Federn (The Four Feathers)
- 2002: Below
- 2002: Der Herr der Ringe: Die zwei Türme (The Lord of the Rings: The Two Towers)
- 2003: Power Rangers Ninja Storm (Fernsehserie)
- 2004: Harry Potter und der Gefangene von Askaban (Harry Potter and the Prisoner of Azkaban)
- 2004: Power Rangers Dino Thunder (Fernsehserie)
- 2004: Thunderbirds
- 2004: Alexander
- 2005: Star Wars: Episode III – Die Rache der Sith (Star Wars: Episode III – Revenge of the Sith)
- 2005: Batman Begins
- 2005: Die Legende des Zorro (The Legend of Zorro)
- 2006: Power Rangers Mystic Force (Fernsehserie)
- 2006: James Bond 007: Casino Royale (Casino Royale)
- 2007: Die letzte Legion (The Last Legion)
- 2007: Boy A
- 2007: Virgin Territory
- 2007: Harry Potter und der Orden des Phönix (Harry Potter and the Order of the Phoenix)
- 2007: Das Bourne Ultimatum (The Bourne Ultimatum)
- 2008: The Club
- 2008: Indiana Jones und das Königreich des Kristallschädels (Indiana Jones and the Kingdom of the Crystal Skull)
- 2008: James Bond 007: Ein Quantum Trost (Quantum of Solace)
- 2008: Tintenherz
- 2009: Sherlock Holmes
- 2010: Green Zone
- 2010: Prince of Persia: Der Sand der Zeit (Prince of Persia: The Sands of Time)
- 2010: Robin Hood
- 2010: Die Legende von Aang (The Last Airbender)
- 2011: The Mechanic
- 2011: Blitz – Cop-Killer vs. Killer-Cop (Blitz)
- 2011: Cowboys & Aliens
- 2011: Killer Elite
- 2011: Verblendung (The Girl with the Dragon Tattoo)
- 2012: James Bond 007 – Skyfall (Skyfall)
- 2013: Hänsel und Gretel: Hexenjäger (Hansel & Gretel: Witch Hunters)
- 2013: Thor – The Dark Kingdom (Thor: The Dark World)
- 2014: Herz aus Stahl (Fury)
- 2015: Jupiter Ascending
- 2016: Der Spion und sein Bruder (Grimsby)
- 2016: The Huntsman & The Ice Queen (The Huntsman: Winter’s War)
- 2016: Alice im Wunderland: Hinter den Spiegeln (Alice Through the Looking Glass)
- 2016: Assassin’s Creed
- 2017: Thor: Tag der Entscheidung (Thor: Ragnarok)

### Darsteller
- 1999: Hercules (Fernsehserie)
- 2000: Cleopatra 2525 (Fernsehserie)
- 2005: Star Wars: Episode III – Die Rache der Sith (Star Wars: Episode III – Revenge of the Sith)
- 2006: James Bond 007: Casino Royale (Casino Royale)
- 2007: Doomed

## Auszeichnungen
Screen Actors Guild Award
- 2008: Bestes Stuntensemble in Das Bourne Ultimatum
- 2009: Nominiert für Bestes Stuntensemble  in Indiana Jones und das Königreich des Kristallschädels
- 2012: Nominiert für Bestes Stuntensemble in Cowboys & Aliens
- 2013: Bestes Stuntensemble in James Bond 007: Skyfall
- 2015: Nominiert für Bestes Stuntensemble in Herz aus Stahl

Taurus Award
- 2007: Nominiert für Beste Kampfszene in James Bond 007 – Casino Royale
- 2007: Bester Stunt in der Höhe in James Bond 007 – Casino Royale
- 2009: Nominiert für Bester Stunt in der Höhe in James Bond 007: Ein Quantum Trost
- 2011: Nominiert für Bester Spezialstunt in Prince of Persia: Der Sand der Zeit
- 2012: Nominiert für Bester Stunt in der Höhe in The Mechanic